# Liste der Monuments historiques in Montigny-lès-Metz
Die Liste der Monuments historiques in Montigny-lès-Metz führt die Monuments historiques in der französischen Gemeinde Montigny-lès-Metz auf.

## Liste der Objekte
| Bezeichnung      | Beschreibung                                                                                       | Standort                  | Kennzeichnung | Schutzstatus | Datum | Bild |
| ---------------- | -------------------------------------------------------------------------------------------------- | ------------------------- | ------------- | ------------ | ----- | ---- |
| Kelch und Patene | Silber, vergoldet, 18. Jahrhundert; Fuß des Kelchs von 1604; im Kathedralschatz in Metz aufbewahrt | im Petit Séminaire (Lage) | PM57000238    | Classé       | 1971  |      |